# Mota de Tanyeres
La Mota de Tanyeres era una mota, fortificació militar medieval, del terme comunal de Perpinyà, a la comarca del Rosselló (Catalunya Nord).
Era situada en el sector nord-est del terme comunal de Perpinyà, a prop i al nord de la Tet. En aquest lloc hi havia el poble de Tanyeres, amb l'església de Sant Genís de Tanyeres, actualment desapareguda, igual que el poble al qual pertanyia.

## Història
El 901 està documentada una villa Taxonarias, amb l'església de Sant Genís. El 934 consta com a villa Texnarias, i hi consten drets del bisbe d'Elna i del senyor de Salses. El 1119 consta una família cognominada Tanyeres. El 1309 és esmentada la Mota de Tanyeres en un document: Guillem Ferran, habitant del puig de Sant Jaume de Perpinyà, deixa en testament la mota i el bosc adjacent a la seva muller. En aquell moment ja no era residència senyorial. La mota degué ser habitada entre els segles xi i xiii. Fins al segle xvi encara és esmentada la mota en diversos documents, i el 1582 Bernat Paulet i de Vivers, senyor del lloc, terme i mota de Tanyeres mana fer una torre d'angle en el seu mas de Tanyeres. Aquest mas és el que ara s'anomena Mas de Bearn.

## La Mota
Com la major part de les altres motes rosselloneses, era un turó artificial enmig del pla, damunt del qual s'alçava la fortificació. Els cadastres antics permeten veure que era a prop al sud-est del mas, però no se n'ha conservat ni rastre.